# Eurypsyche similis
Eurypsyche similis là một loài bướm đêm trong họ Noctuidae.